# Azur (héraldique)

Azur : représentation en couleur et en convention monochrome.

Pour les articles homonymes, voir Azur.
L'azur est un émail héraldique de couleur bleue. En représentation monochrome, il est symbolisé par des hachures horizontales.

## Étymologie
Le mot d'ancien français « azur » trouve ses racines dans l'arabe hispanique lazawárd, provenant de l'arabe lāzaward, « lapis-lazuli », issu du perse laǧvard ou lažvard et enfin du sanskrit rājāvarta, « portion de roi ». Selon une autre interprétation, le mot perse laǧvard (ou lažvard) proviendrait du nom « Lajward », une région du Turkestan où, selon Marco Polo, on obtenait la pierre semi-précieuse de couleur bleue, appelée lapis-lazuli.

## Histoire
Aux temps anciens de l'héraldique, entre le XIIe et le XIIIe siècle, l'azur était un émail peu employé : l'historien Michel Pastoureau a démontré qu'il n'apparaissait que dans 10 à 15  % des armoiries européennes. Cependant, à partir du milieu du XIVe siècle l'azur gagna du terrain, concurrençant ainsi le gueules ou le sable et devenant ainsi la couleur prédominante dans les armoiries européennes.

## Représentation
L'azur, tout comme les autres émaux, n'est pas un bleu défini avec exactitude. Ainsi, la teinte de l'azur dans sa représentation demeure un choix de l'artiste héraldique. Il est toutefois recommandé de représenter cet émail avec un bleu assez intense afin de ne pas être confondu avec les couleurs pourpre et sinople (vert).
Dans les représentations monochromes, l'azur est représenté par des hachures horizontales, selon une convention que l'on attribue au jésuite Silvestre Pietra Santa.

## Exemples d'utilisation
Voici trois exemples d'armoiries utilisant l'azur.

Les armes de Geoffroy Plantagenet, comte d'Anjou et duc de Normandie, datant de 1125 environ.
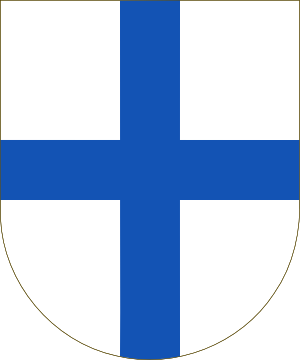
Blason d'Henri de Bourgogne (comte de Portugal), datant de 1095. De cet écu dérive l'actuel blason du Portugal.
Les petites armoiries du royaume de Suède, datant de 1336.

### L'azur, composant de fourrure
Le vair est composé de motifs d'azur et d'argent. On peut rencontrer l'azur associé à l'or, il s'agit alors d'un vairé qu'il faudra blasonner en détail.